# Município de Providence (Ohio)
O município de Providence (em inglês: Providence Township) é um município localizado no condado de Lucas, no estado estadounidense de Ohio. No ano de 2010 tinha uma população de 3.361 habitantes e uma densidade de 48,82 pessoas por km².

## Geografia
O município de Providence encontra-se localizado nas coordenadas 41° 28′ 11″ N, 83° 50′ 11″ O. Segundo o Departamento do Censo dos Estados Unidos, o município tem uma superfície total de 68.85 km², da qual 67,58 km² correspondem a terra firme e (1,85 %) 1,27 km² é água.

## Demografia
Segundo o censo de 2010, tinha 3.361 habitantes residindo no município de Providence. A densidade populacional era de 48,82 hab./km². Dos 3.361 habitantes, o município de Providence estava composto pelo 97,35 % brancos, o 0,24 % eram afroamericanos, o 0,24 % eram amerindios, o 0,42 % eram asiáticos, o 0,95 % eram de outras raças e o 0,8 % eram de uma mistura de raças. Do total da população o 2,98 % eram hispanos ou latinos de qualquer raça.